# Chiesa delle Terese (Padova)
La chiesa delle Terese, chiamata anche chiesa di San Polo, era un edificio religioso di origine medievale dedicato a san Paolo Apostolo che si ergeva verso la Strà Maggiore (ora via Dante Alighieri) a Padova sul luogo attualmente occupato da una palazzina residenziale risalente alla seconda metà del Novecento. L'edificio fu luogo di culto della comunità di Carmelitane Scalze chiamate "Terese" che ebbero accanto il loro monastero. Poco distante la chiesa si trovava la Scuola di San Giuseppe.

## Storia
Secondo la tradizione la chiesa fu fondata con un vicino ospitale nel 1192 per volere della casata Dente. Nel 1474 l'ospitale divenne convento di una comunità di frati osservanti e la chiesa fu da loro officiata sino al 1658 quando vi si instaurò una casa di Padri Oratoriani, presto sostituiti da una nutrita comunità di Monache Carmelitane Scalze. Fu in questo periodo che si attuarono importanti lavori di restauro ed abbellimenti di un edificio che, probabilmente, mostrava ancora forme medievali. 
Dopo l'emanazione delle leggi ecclesiastiche napoleoniche, le monache furono allontanate e nel 1806 la chiesa venne chiusa al culto. Venne poi divisa in precarie abitazioni. Venne infine demolita definitivamente negli anni '50 del Novecento e sostituita da una palazzina in cemento armato. Sopravvivono tutt'oggi le strutture monastiche.
Nella chiesa vi erano i sepolcri delle famiglie Dente, dei Forzadura e dei Borromeo ed anche la tomba del poeta maccheronico Michele di Bartolomeo degli Odasi.

## Descrizione

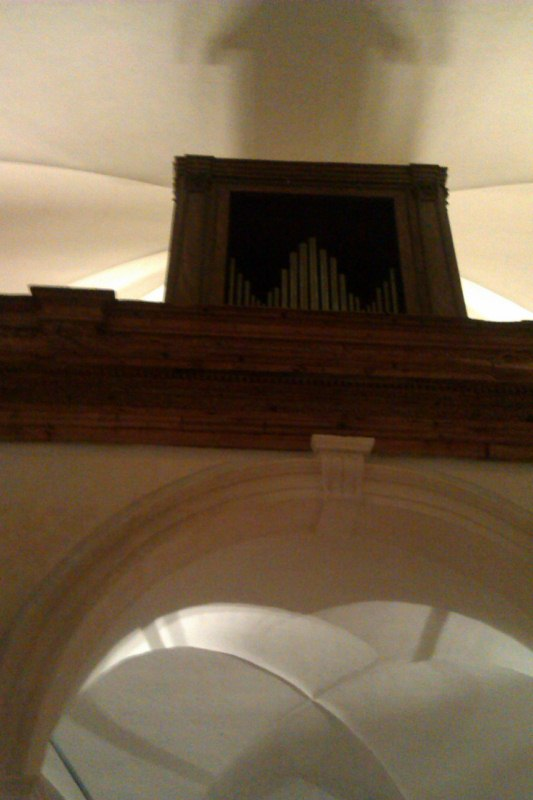
L'organo settecentesco della chiesa delle Terese, ora alla chiesa di Santa Caterina.

La chiesa si ergeva verso la strada con la facciata, rivolta a levante. Non è da escludere che in origine avesse l'ingresso principale posto a ponente. Verso settentrione si addossava a quello che era originariamente l'ospitale medievale - se ne conserva il bel portico romanico - in seguito divenuto palazzo privato. A meridione si estendevano parte delle strutture delle carmelitane che ci collegavano con la Scuola di San Giuseppe la cui imponente struttura porticata è ancora visibile.
Il Brandolese ne descriveva l'interno innalzato con qualche eleganza sullo stile ionico e decorato da stucchi. Sopra l'altare maggiore stava una grande tela lunettata di Gaspare Diziani La Conversione di san Paolo ora posta nell'omonima cappella della Basilica di Santa Giustina. Sull'altare laterale di destra, presso l'ingresso, stava una pala di Giovanni Battista Bissoni Il Redentore Divino che porge un chiodo a santa Teresa. Nel terzo altare si trovava un lavoro di Giulio Cirello datato 1697 Maria Vergine col Bambino e i santi Simone Stock e Maddalena de' Pazzi.
Nella chiesa si trovava pure l'organo settecentesco ora conservato - con la sua cassa originale - nella chiesa di Santa Caterina.